# Walckenaeria koenboutjei
Walckenaeria koenboutjei är en spindelart som beskrevs av Léon Baert 1994. Walckenaeria koenboutjei ingår i släktet Walckenaeria och familjen täckvävarspindlar. Inga underarter finns listade i Catalogue of Life.